# Zły pasterz
Zły pasterz lub Najemny pasterz (ang. The Hireling Shepherd) – obraz angielskiego malarza Williama Holmana Hunta, jednego z członków Bractwa Prerafaelitów, namalowany w 1851. Obraz został wystawiony na ekspozycji w Akademii Królewskiej rok później.

## Inspiracja Szekspirem
Pretekstem do namalowania tego obrazu był dramat Król Lir Williama Szekspira, a konkretnie słowa, wypowiadane przez Edgara, jednego z bohaterów:
Śliczna pasterko, powiedz, dlaczego

Owieczki wpuściłaś w zboże?

Daj pocałować ustka twe hoże.

Nic się twej trzódce nie stanie złego.
Zgodnie z tym cytatem malarz przedstawił parę pasterzy, którzy zajęci sobą, nie zwracają uwagi na stado owiec, które pozostawione samo sobie, rozpierzchło się. Pasterz zaleca się do dziewczyny i pokazuje jej trzymaną w ręce ćmę trupią główkę, podczas gdy jagniątko na kolanach pasterki je zielone jabłka, szkodliwe dla układu pokarmowego owiec. Owca w tle weszła w szkodę i podskubuje zboże, które także nie jest odpowiednim dla niej pokarmem. Para nie zważa także na czyhające na zwierzęta niebezpieczeństwo – grząski strumyk, który widać po prawej stronie obrazu.

## Wymowa moralna
Religijne podłoże dzieła nie zostało początkowo dostrzeżone. W liście z 1897 roku do J. E. Pythiana Hunt napisał, że obraz ten w rzeczywistości jest krytyką Kościoła. Pasterz usposabia tu pastora, który zamiast dbać o swoje owce, tj. o swoich wiernych, zajmuje się sprawami błahymi i mało istotnymi. W tym samym czasie jego owczarnia rozchodzi się, otoczona różnymi niebezpieczeństwami. Hunt ukazuje tu także negatywne skutki bezczynności i kładzie nacisk na wartość dobrze wykonywanej pracy.

## Obraz a Prerafaelici
Bractwo Prerafaelitów, powstałe jako bunt przeciw sztuce akademickiej, postulowało m.in. dokładne odwzorowywanie natury i ukazywanie jej w sposób bardzo szczegółowy. Zły pasterz powstał w większości w plenerze. Artysta wraz z Johnem Everettem Millais’m spędził lato w hrabstwie Surrey w Anglii, gdzie obaj pracowali nad swoimi nowymi dziełami. W tym czasie Hunt namalował naturalistyczny pejzaż, a dopiero później, w zimie tego samego roku, w swojej pracowni domalował pasterzy. Także tematyka obrazu, którą wybrał Hunt, jest zgodna z upodobaniami Prerafaelitów, bowiem wysoko cenili oni dzieła Szekspira.